# 우파니샤드

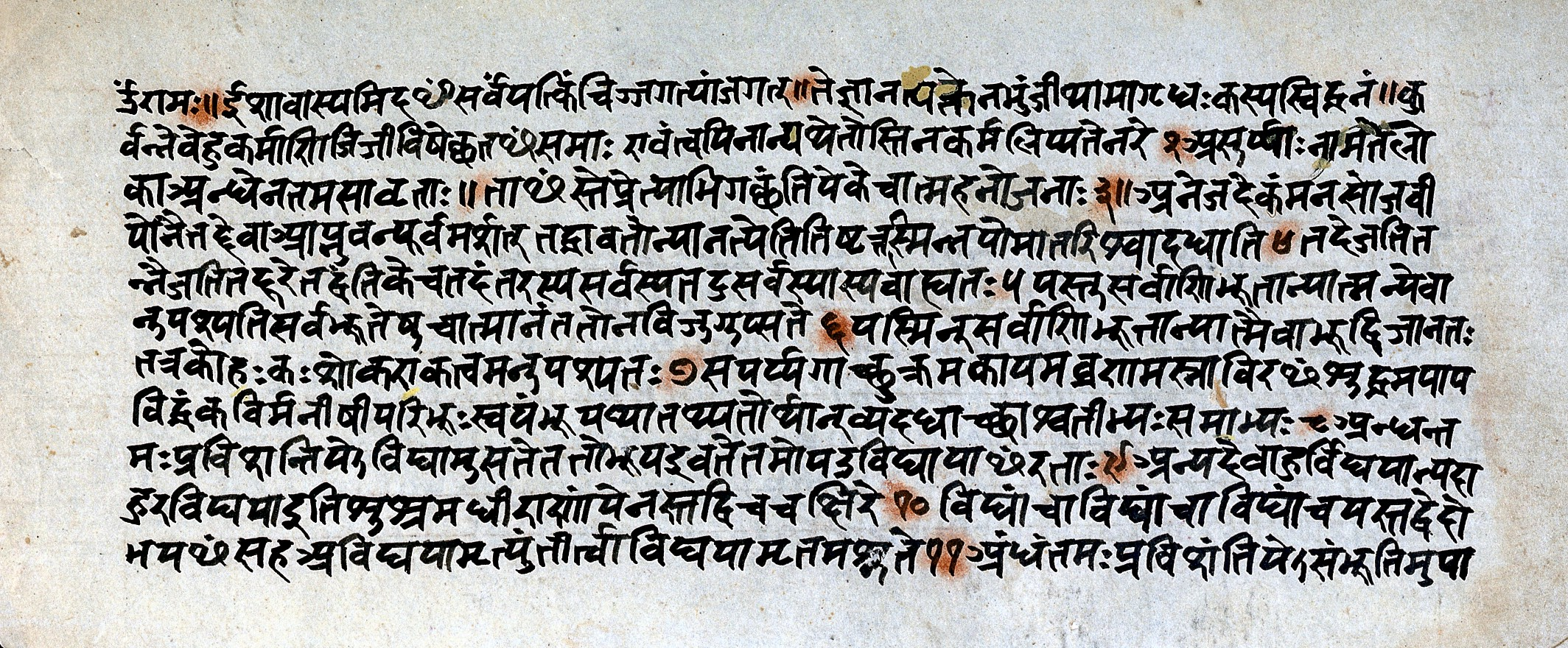

《우파니샤드》(산스크리트어: उपनिषद् Upaniṣad)는 힌두교 이론과 사상의 토대를 이루는 철학 문헌들을 모은 것이다. 또한 베다의 끝 또는 베다의 결론이라는 뜻에서 베단타(Vedanta)라고도 불린다. 힌두교 경전은 크게 신으로부터 계시된 지식을 뜻하는 슈루티와 스승에서 제자로 전승된 지식을 뜻하는 스므리티로 나뉘는데, 전통적으로 우파니샤드는 슈루티에 속한다. 하지만, 우파니샤드는 베다의 정수(精髓)를 해설하는 주해서이기 때문에 슈루티의 엄밀한 정의에 따를 경우 슈루티에 속하지 않는다고 할 수도 있다. 대다수의 우파니샤드는 《브라마나(Brahmanas)》와 《아란야캬(Aranyakas)》의 결론부에서 발견되었으며, 모든 우파니샤드는 구전으로 전수되어 내려왔다.
총 200편 이상의 문헌이 우파니샤드에 속한 것으로 알려져 있다. 이들 중 최초의 10편 내지 13편 정도가 가장 오랜 것이며 가장 중요한 것으로 여겨지고 있는데, 이들을 통칭하여 무키아 우파니샤드(Mukhya Upanishads) 또는 고(古)우파니샤드라고 한다. 산스크리트어 낱말 무키아(Mukhya)는 "주된 · 주요한 · 으뜸의 · 뛰어난"의 의미를 가진다. 《우파니샤드》, 《바가바드 기타》, 《브라흐마 수트라》를 통칭하여 프라스타나트라이이(Prasthanatrayi)라고 하는데, 《바가바드 기타》와 《브라흐마 수트라》와 더불어 무키아 우파니샤드는 후기 인도 철학의 여러 학파들(베단타 철학)의 사상적 · 이론적 토대를 제공한다. 이들 학파들에는 힌두교에서 가장 큰 영향력을 가진 두 일원론 학파인 아드바이타 베단타 학파와 비시슈타아드바이타 베단타 학파가 속한다.
역사가들은 주요한 우파니샤드들이 불교 발생 이전 시대부터 기원전 1~2세기까지 긴 기간에 걸쳐 성립되었다고 보고 있다. 주요하지 않은 우파니샤드들의 경우 이보다 훨씬 후대인 중세와 근대 초기에서 성립된 것들도 있다. 이와 같이 대체적인 성립시기는 학자들의 의견이 대체로 일치하지만, 개별 우파니샤드의 정확한 성립연대에 대해서는 권위자들 사이에도 상당한 의견 차이가 있다. 영국 시인 마틴 세이모어 스미스(1928~1998)는 자신이 작성한 인류 역사상 가장 큰 영향을 끼친 100권의 책 목록에 우파니샤드를 포함시키고 있다. 우파니샤드를 중시한 서양 철학자와 사상가들 중 대표적인 인물로는 쇼펜하우어, 에머슨, 소로가 있다. 우파니샤드의 교의와 플라톤과 칸트의 철학 사이에 유사성이 있음을 지적한 학자들도 있다.

## 어원
산스크리트어 낱말 우파니샤드(उपनिषद्, Upaniṣad)는 "가까이"를 뜻하는 우파(upa-), "적당한 장소에서" 또는 "아래에서"를 뜻하는 니(ni-), "앉다"를 뜻하는 샤드(ṣad)에서 유래한 낱말로, 따라서 문자 그대로의 의미는 "가까이에 앉는다"로, 가르침을 받기 위해 스승의 가까이에 앉는다는 것을 의미한다. 또는, "(스승의) 발 아래에 앉는다 또는 하석에 앉는다" 혹은 "(스승을) 둘러싸고 앉는다"를 뜻한다.
모니어윌리엄스(Monier-Williams: 1819~1899)가 편찬한 19세기 후반의 사전에는 "인도인 권위자들에 따르면 우파니샤드는 '지고한 영에 대한 앎을 드러냄으로써 무지를 쉬게 하는 것'을 뜻한다"고 부연하고 있다. 샹카라는 《카타 우파니샤드》와 《브리하다란야카 우파니샤드》에 대한 자신의 주해에서 "우파니샤드"라는 낱말을 자아를 아는 것을 뜻하는 "아트마비드야(Ātmavidyā)" 또는 브라흐마(브라만을 뜻함)를 아는 것을 뜻하는 "브라흐마비드야(Brahmavidyā)"와 동일한 낱말로 취급하고 있다. 막스 뮐러(1823~1900)는 우파니샤드들 자체에서 발견되는 "우파니샤드"라는 낱말에 대한 기타 다른 정의로는 "밀교적 교의(esoteric doctrine)", "비밀 교의(secret doctrine)", "밀교적 해설(esoteric explanation)", "비밀한 해설(secret explanation)", "참된 교의(true doctrine)"가 있다고 하였다.

## 분류
알려진 우파니샤드로는 총 200권 이상이 있다. 이들 우파니샤드의 집성물 중, "구원" 또는 "구제"라는 뜻의 《묵티카(Muktikā)》는 108권의 우파니샤드를 집성한 것으로 이 숫자는 힌두교의 염주인 말라(mala)에 있는 염주알의 총 개수와 동일하다.
현대 학자들은 《묵티카(Muktikā)》의 최초의 10권, 11권, 12권 혹은 13권의 우파니샤드들을 주요한 우파니샤드들, 즉 무키아 우파니샤드(Mukhya Upanishads)라고 보고 있으며 나머지 우파니샤드들은 무키아 우파니샤드로부터 파생된 것이라고 보고 있다. 즉, 어떤 우파니샤드가 샹카라와 같은 권위 있는 철학자들에 의해 주해되거나 인용되는 경우, 그 우파니샤드는 "하나의 무키아 우파니샤드"로 분류되며 대다수의 힌두교인들은 그것을 슈루티로 받아들인다. 무키아 우파니샤드는 구우파니샤드라고도 한다.
《묵티카(Muktikā)》의 신우파니샤드들은 인도 남부에서 유래한 것으로 보이는데, 주제에 따라 (사만야) 베단타 · 요가 · 산야사 · 비슈누 · 시바 · 샥티 우파니샤드의 6그룹으로 나뉜다. (사만야) 베단타 우파니샤드(Samanya Vedanta Upanishads)는 철학적 성격의 것이고, 요가 우파니샤드는 요가 수행과 관련된 것이고, 산야사(Sanyasa) 우파니샤드는 영적 포기의 삶에 관한 것이고, 비슈누 우파니샤드는 비슈누에 대한 헌신에 관한 것이고, 시바 우파니샤드는 시바에 대한 헌신에 관한 것이고, 샥티 우파니샤드는 여신 샥티에 대한 헌신에 관한 것이다. 신우파니샤드들은 종종 종파주의적인데 그 이유는 힌두교의 각 종파들은 자신들이 소의(所依)하는 우파니샤드들이 슈루티에 속한다고 주장함으로써 스스로에게 정통성, 정당성 또는 권위를 부여했기 때문이다.
또 다른 분류법은 해당하는 《브라마나》별로 우파니샤드들을 분류하는 것이다.
아이타레야(Aitareya), 카우시타키(Kauṣītaki), 타이티리야(Taittirīya) 우파니샤드는 모두 거의 동시대에 성립된 것으로 여겨지고 있으며 나머지 우파니샤드들은 베다 산스크리트어(기원전 1500~500)에서 고전 산스크리트어(기원전 4세기에 성립)로 전이하는 시기부터 성립되기 시작한 것으로 여겨지고 있다.

## 같이 보기
- 바가바드 기타
- 힌두교
- 무키아 우파니샤드

### 내용주
1. ↑  아드바이타 베단타(Advaita Vedanta): "샹카라(788~820)에 의해 요약 및 정립된 힌두 철학으로, 우파니샤드를 비이원론적('a-dvaita')인 관점에서 해석하였다."[5]
2. ↑  "우파니샤드의 사상들은 아드바이타 일원론으로 발전하였다. 아드바이타 일원론에서, 브라만의 일체성(unity)을 설파하는 우파니샤드의 사상은 '현상에서 다수의 개체들이 있는 것처럼 보이는 것은 환영, 즉 실재하지 않는 외양에 지나지 않는다'는 것을 의미하는 것으로 받아들여지고 있다."[6]
3. ↑  "아드바이타(비이원론)의 교의는 그 기원이 우파니샤드에 있다."[7]

### 참조주
1. ↑  브리태니커 백과사전 2012.
2. ↑  Jones & Ryan 2007
3. 1 2  Mahadevan 1956, 56쪽.
4. ↑  Ranade 1926, 205쪽.
5. ↑  Cornille 1992, 12쪽.
6. ↑  Phillips 1995, 10쪽.
7. ↑  Marbaniang 2011, 91쪽.
8. ↑  Olivelle 1998, xxxvi쪽.
9. 1 2  King & Ācārya 1995, 52쪽.
10. ↑  Ranade 1926, 12쪽.
11. ↑  Seymour-Smith, Martin (1998). 《The 100 Most Influential Books Ever Written: The History of Thought from Ancient Times to Today》, Citadel Press, Secaucus, NJ, 1998, ISBN 0-8065-2000-0
12. ↑  Deussen, P., Geden, A. (2010). The Philosophy of the Upanishads. p. 42. Cosimo, Inc. ISBN 1-61640-239-3, ISBN 978-1-61640-239-6.
13. ↑  Hebbar, N. Influence of Upanishads in the West 보관됨 2012-05-12 - 웨이백 머신. Boloji.com. Retrieved on: 2012-03-02.
14. ↑  Macdonell 2004, 53쪽.
15. ↑  Schayer 1925, 57–67쪽.
16. ↑  Monier-Williams, 201쪽.
17. ↑  Müller 1900, lxxxiii–lxxxiv쪽.
18. ↑  Deussen 1908, 35–36쪽.
19. ↑  Varghese 2008, 131쪽.
20. ↑  Holdrege 1995, 426쪽.
21. ↑  Sharma 1985, 3, 10–22, 145쪽.

## 참고 문헌
- "우파니샤드", 《브리태니커 백과사전 (Daum 백과사전)》. 2012년 7월 13일에 확인.
- Cornille, Catherine (1992). 《The Guru in Indian Catholicism: Ambiguity Or Opportunity of Inculturation》. Wm. B. Eerdmans Publishing. ISBN 978-0-8028-0566-9.
- Deussen, Paul (1908). 《The philosophy of the Upanishads》. Alfred Shenington Geden. T. & T. Clark. ISBN 0-7661-5470-X.
- Holdrege, Barbara A. (1995), 《Veda and Torah》, Albany: SUNY Press, ISBN 0-7914-1639-9
- Jones, Constance A. and Ryan, James D., Melton, J. Gordon (ed.), (2007). "Introduction", 《Encyclopedia of Hinduism》, pp. xviii-xix. Facts On File, Inc., ISBN 0-8160-5458-4.
- King, Richard; Ācārya, Gauḍapāda (1995). 《Early Advaita Vedānta and Buddhism: the Mahāyāna context of the Gauḍapādīya-kārikā》. SUNY Press. ISBN 978-0-7914-2513-8.
- Müller, Friedrich Max (1900). 《The Upanishads》. Sacred books of the East, Volume 1. Oxford University Press.
- Macdonell, Arthur Anthony (2004). 《A practical Sanskrit dictionary with transliteration, accentuation, and etymological analysis throughout》. Motilal Banarsidass. ISBN 978-81-208-2000-5.
- Mahadevan, T. M. P (1956).  Sarvepalli Radhakrishnan, 편집. 《History of Philosophy Eastern and Western》. George Allen & Unwin Ltd.
- Marbaniang, Domenic (2011). 《Epistemics of Divine Reality》. Domenic Marbaniang. ISBN 978-1-105-16077-6.
- Monier-Williams. 《A Sanskrit-English Dictionary》. ISBN 0-8426-0286-0. 2012년 7월 27일에 확인함.
- Olivelle, Patrick (1998). 《Upaniṣads》. Oxford University Press. ISBN 0-19-282292-6.
- Sharma, B. N. Krishnamurti (2000), 《A history  of the Dvaita school of Vedānta and its literature: from the earliest  beginnings to our own times》, Motilal Banarsidass  Publishers, ISBN 978-81-208-1575-9
- Sharma, Shubhra (1985), 《Life in the Upanishads》, Abhinav  Publications, ISBN 978-81-7017-202-4
- Phillips, Stephen H. (1995). 《Classical Indian metaphysics: refutations of realism and the emergence of "new logic"》. Open Court Publishing. ISBN 978-81-208-1489-9. 2012년 7월 27일에 확인함.
- Ranade, R. D. (1926). 《A constructive survey of Upanishadic philosophy》. Bharatiya Vidya Bhavan.
- Schayer, Stanislaw (1925). 《Die Bedeutung des Wortes Upanisad》 3. Rocznik Orientalistyczny.
- Varghese, Alexander P (2008). 《India : History, Religion, Vision And Contribution To The World》. Volume 1. Volume 1. Atlantic Publishers & Distributors. ISBN 978-81-269-0903-2.